# Hain-Augentrost
Der Hain-Augentrost (Euphrasia nemorosa, Syn.: Euphrasia curta) ist eine Pflanzenart aus der Gattung Augentrost (Euphrasia) in der Familie der Sommerwurzgewächse (Orobanchaceae).

## Beschreibung

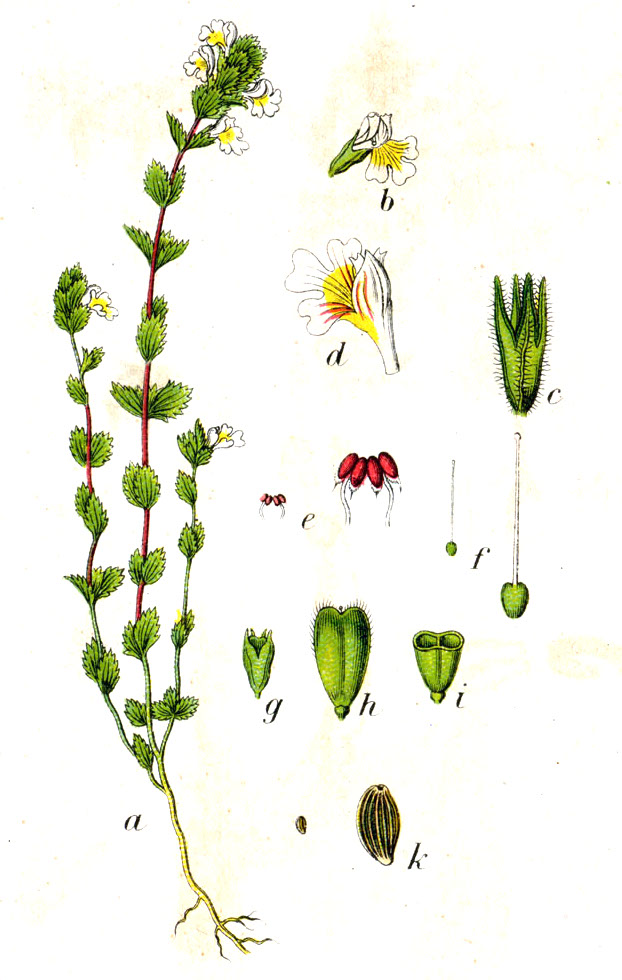
Illustration

Der Hain-Augentrost ist eine sommergrüne, einjährige krautige Pflanze, der Wuchshöhen von 10 bis 35 cm erreicht. Es handelt sich um einen Therophyt und eine halbparasitäre Pflanze. Der Stängel verzweigt zu kräftigen Seitenästen. Die unbehaarten bis dicht behaarten Laubblätter stehen nahezu waagerecht ab. Sie sind beidseitig mit jeweils drei bis neun spitzen Zähnen besetzt.
Die Blütenstände stehen endständig und erscheinen nach mindestens fünf Internodien. Die Krone ist 5 bis 7,5 mm lang und weiß bis lila gefärbt.
Die Früchte sind Kapselfrüchte, die etwas kürzer als der beständige Kelch sind.
Die Chromosomenzahl beträgt 2n = 44.

## Vorkommen
Der Hain-Augentrost kommt in Europa sowie als Neophyt im östlichen Amerika vor. Er wächst auf lückigen Halbtrockenrasen, Magerrasen und an Wegesrändern in Höhenlagen bis 1550 Meter. Er bevorzugt frische, nährstoffärmere Böden. Er ist in Mitteleuropa eine Charakterart der Ordnung Nardetalia, kommt aber auch in Gesellschaften der Verbände Cynosurion oder Polygonion avicularis vor.